# Obična kruška
Obična kruška (lat. Pyrus communis), tipična vrsta u rodu krušaka (Pyrus), porodica ružovki. Autohtona je europska vrsta odakle se raširila po ostalim kontinentima.
Obična kruška listopadno je stablo koje naraste do 12 metara visine, tvoreći veliku okruglastu krošnju. Kora drveta je ispucala, sivosmeđa, listovi naizmjenični, cvjetovi dvospolni, plodovi sočni i ukusni, blijedožutog mesa obavijenog zelenom ili žutom kožicom.
Plod kruške jede se sirov, a služi i za izradu sokova, kompota i slastica.

## Podvrste
- Pyrus communis subsp. caucasica (Fed.) Browicz
- Pyrus communis subsp. communis

- P. communis
- P. communis
- P. communis
- P. communis
- P. communis
- P. communis
- Iz cvijeta razvijeni plodovi kruške sorte Rana Moretini
- zreli plod sorte Pastorčica na grani

## Sinonimi
- Malus communis (L.) Poir. in J.B.A.M.de Lamarck, Encycl. 5: 560 (1804), nom. illeg.
- Sorbus pyrus Crantz in Stirp. Austr. Fasc. 2: 56 (1763), nom. superfl.